# Estació de Trinitat Nova

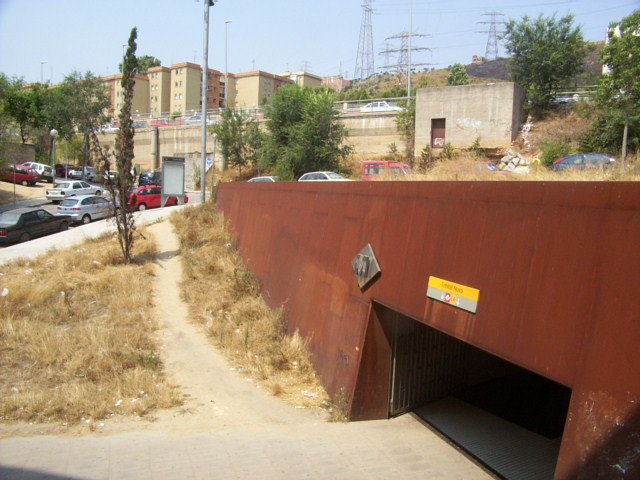
Accés a l'estació de Trinitat Nova

Trinitat Nova és una estació i capçalera de les línies L3, L4 i L11 del Metro de Barcelona situada sota el Carrer Aiguablava entre els carrers de la Pedrosa i de la Fosca les andanes de la L4 i L11 i sota el Parc de la Trinitat Nova l'estació de la L3, al barri de La Trinitat Nova del districte de Nou Barris de Barcelona. És l'única estació del Metro de Barcelona on coincideixen les capçaleres de tres línies de metro.
L'estació de la L4 del Metro de Barcelona es va inaugurar l'any 1999, amb l'obertura de la prolongació des de Via Júlia (aleshores Roquetes). Quatre anys més tard, el 2003 es va posar en servei la L11, que utilitza la mateixa andana que la L4. Per acabar, el 4 d'octubre del 2008 es va inaugurar l'estació de la L3, quan es va prolongar des de Canyelles.
L'estació de les línies 4 i 11 disposa d'un vestíbul a cada extrem. El primer d'ells té accés a peu pla des de Pedrosa i està situat a un nivell inferior al que estan les vies. Aquest vestíbul té màquines de venda de bitllets, finestreta i les portes de control d'accés a l'andana. A l'altre extrem, amb accés des del carrer Aiguablava, hi ha un vestíbul situat per sobre el nivell de les vies. Així doncs, fins 2021 els trens circulaven per un nivell intermedi entre el vestíbul d'un costat i de l'altre, nivell format per dues vies amb andana central. Els combois de la línia L4 solien usar la via del costat mar, ja que l'altra via estava reservada per als trens de la Línia 11.
En 2021 es van executar las obres de separació de l’operació de l’L4 i l’L11 amb els objectius:
- de segregar les andanes de les línies 4 i 11, que fins al moment compartien la mateixa
- d'incrementar les freqüències de l’L4 en hora punta
- de permetre la conducció automàtica de l’L11 en tot el traçat.[1]

Però finalment, va quedar una nova andana per a la L11 estreta amb una sensació claustrofòbica per als passajers, aumentada per les portes de conducció automàtica. L'equipament ha rebut queixes contínues dels usuaris encara que ni la Generalitat ni TMB han donat opcions de millora o ampliació.
Amb tot, Trinitat Nova és l'estació d'enllaç entre línies de metro més directe de Barcelona. L'enllaç entre vestíbuls i andanes es realitza mitjançant escales, escales mecàniques i en el cas del vestíbul de Pedrosa també mitjançant ascensor.
Al costat de l'estació hi ha tallers de la línia L4 i L11 de Trinitat Nova. De fet, es va aprofitar el túnel dels tallers per fer arribar el tren des de Via Júlia a Trinitat Nova.
Està previst que en un futur la L3 arribarà a l'estació de Trinitat Vella.

## Serveis ferroviaris
| Metro de Barcelona                 |          |       |                 |                        |
| Procedència/Destinació             | <        | Línia | >               | Procedència/Destinació |
| Zona Universitària                 | Roquetes |       | terminal        | terminal               |
| terminal                           | terminal |       | Via Júlia       | La Pau                 |
| terminal                           | terminal |       | Casa de l'Aigua | Can Cuiàs              |
| Projectat                          |          |       |                 |                        |
| Sant Feliu                         | Roquetes |       | Trinitat Vella  | Trinitat Vella         |
| Font perllongament: PDI 2009-2018. |          |       |                 |                        |

## Accessos
- Carrer Pedrosa
- Carrer Aiguablava (L4 i L11)
- Carrer Palamós - Parc de la Trinitat Nova (L3)